# Континентальная федерация гандбола Океании
Континентальная федерация гандбола Океании (англ. Oceania Continent Handball Federation, сокр. OCHF) — структура, управляющая гандболом в странах Австралии и Океании. Объединяет 20 национальных федераций. Представляет Международную федерацию гандбола (ИГФ) в регионе. Президентом OCHF является Рикардо Блас (Гуам).

## История
Федерация гандбола Океании (OHF) была основана в 1999 году. В 2008 получила нынешнее название. В настоящее время OCHF объединяет 20 национальных федераций.
В 2004 был проведён первый Тихоокеанский Кубок среди мужских национальных сборных команд. Первый аналогичный женский турнир прошёл в 2005 году. С 2010 турниры сильнейших сборных региона носят название чемпионат (Кубок) Океании.

## Структура OCHF
Высший орган Континентальной федерации гандбола Океании — Конгресс, проводимый раз в два года.
Для решения задач, поставленных Конгрессом перед OCHF, а также уставных требований, делегаты Конгресса избирают Исполнительный комитет (Исполком) из 9 членов, который проводит в жизнь решения Конгресса, а также организует повседневную деятельность OCHF. Руководит работой Исполкома президент OCHF.

## Официальные соревнования
В рамках своей деятельности Континентальной федерации гандбола Океании отвечает за проведение следующих турниров:
- Чемпионаты Океании среди национальных сборных команд — один раз в два года по чётным (мужчины) и нечётным (женщины) годам (проводились до 2016 года);
- Чемпионаты Океании среди молодёжных сборных команд;
- Чемпионаты Океании среди юниорских сборных команд;
- Кубок чемпионов Океании среди клубных команд;
- Чемпионаты Океании по пляжному гандболу

## Члены OCHF
| - Австралия - Американское Самоа - Вануату - Гуам - Кирибати - Острова Кука - Маршалловы Острова - Науру - Новая Зеландия - Новая Каледония | - Палау - Папуа — Новая Гвинея - Самоа - Северные Марианские острова - Соломоновы Острова - Тонга - Тувалу - ФШМ - Фиджи - Французская Полинезия (Таити) |